# Hormiactis ontariensis
Hormiactis ontariensis är en svampart som beskrevs av Matsush. 1983. Hormiactis ontariensis ingår i släktet Hormiactis, divisionen sporsäcksvampar och riket svampar.   Inga underarter finns listade i Catalogue of Life.